# Лівінгстон (Замбія)
Лівінгстон (англ. Livingstone), також Марамба (англ. Maramba) — місто в Замбії, столиця Південної провінції, розташована за 10 км від водоспаду Вікторія на північному березі Замбезі, яка в цьому місці утворює кордон Замбії з Зімбабве. Населення 98 460 осіб (1988).

## Історія

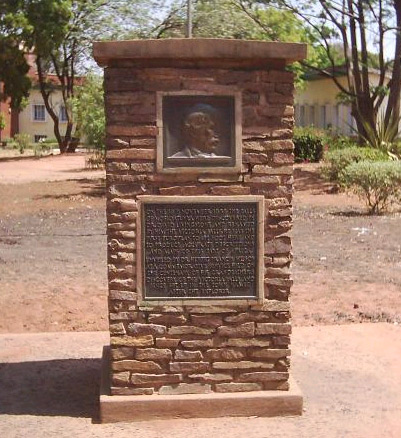
Пам'ятник Девіду Лівінгстону

Перше європейське поселення в цієї місцевості виникло в 1890 році вище по течії річки; на своє сучасне місце місто було пересунуте в 1905 році, після побудови мосту Вікторія-Фолз і залізниці. Місто отримало назву на честь Девіда Лівінгстона, першого європейського дослідника регіону. В 1911 році сюди із Каломо була перенесена столиця британської колонії Північна Родезія; в 1935 році столиця була перенесена до Лусаки. Лівінгстон з'єднаний з Лусакою залізницею і асфальтованим шосе.

## Економіка і транспорт
Місто є важливим перевалочним пунктом на одній з головних залізниць півдня Африки, ринковим центром для довколишнього сільськогосподарського регіону і експортним центром вивозу деревини і продуктів лісової промисловості. Окрім підприємств транспорту в місті існують автоскладальний завод, тартаки, також розвинена ткацтво і виробництво меблів. На замбійському боці водоспаду Вікторія працює невелика гідроелектростанція. Неподалік від міста розташований міжнародний аеропорт.

## Туризм
Важливою галуззю економіки міста є туризм, який переживає період особливого розквіту починаючи з 2000 року, коли через погіршення економічних та соціальних умов в сусідньому Зімбабве Лівінгстон став головним туристським центром регіону. Туристів приваблюють довколишні національні парки, а також водоспад Вікторія і озеро Кариба. В національному парку Мосі-оа-Тунья, що прилягає до міста і водоспаду, можна побачити левів, слонів, жирафів, бегемотів і єдиних в Замбії білих носорогів.

## Пам'ятки
Міський музей пропонує вистави з етнографії, археології і історії регіону, у тому числі присвячені місіонеру-досліднику Девіду Лівінгстону. Також в місті є залізничний музей, парк крокодилів, ярмарок народних мистецтв і акваріум. Великою популярністю користуються місцеві гольф-клуби.